# Phelps County (Nebraska)
Phelps County is een county in de Amerikaanse staat Nebraska.
De county heeft een landoppervlakte van 1.399 km² en telt 9.747 inwoners (volkstelling 2000). De hoofdplaats is Holdrege.

## Bevolkingsontwikkeling

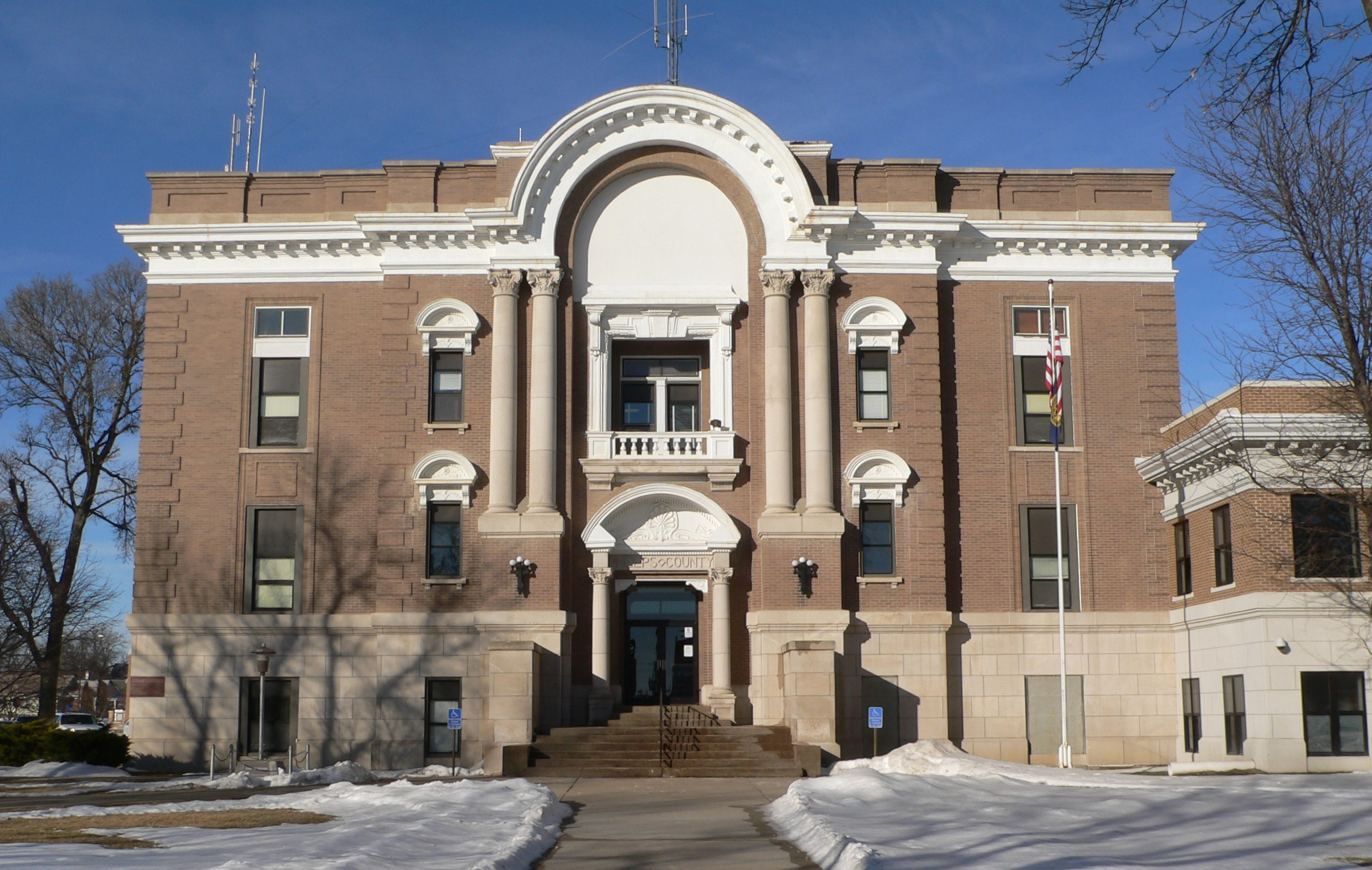
Phelps County Courthouse